# Los Llanos (Camaleño)
Los Llanos es una localidad del municipio de Camaleño (Cantabria, España). En el año 2023 tenía 25 habitantes (INE). La localidad está ubicada a 572 metros de altitud sobre el nivel del mar, a orillas del río Deva, que en este punto forma una cascada aprovechada por un molino, y con el Monte Subiedes sobre él. Dista 3 kilómetros de la capital municipal, Camaleño. Esta localidad aparece en antiguas referencias como Planum Regis o Llan de Re, siendo propiedad de don Pelayo, quien según una leyenda fue coronado aquí. La Crónica Albeldense cuenta que el Monte de Subiedes se desplomó sobre los moros que huían de Covadonga hacia su territorio.

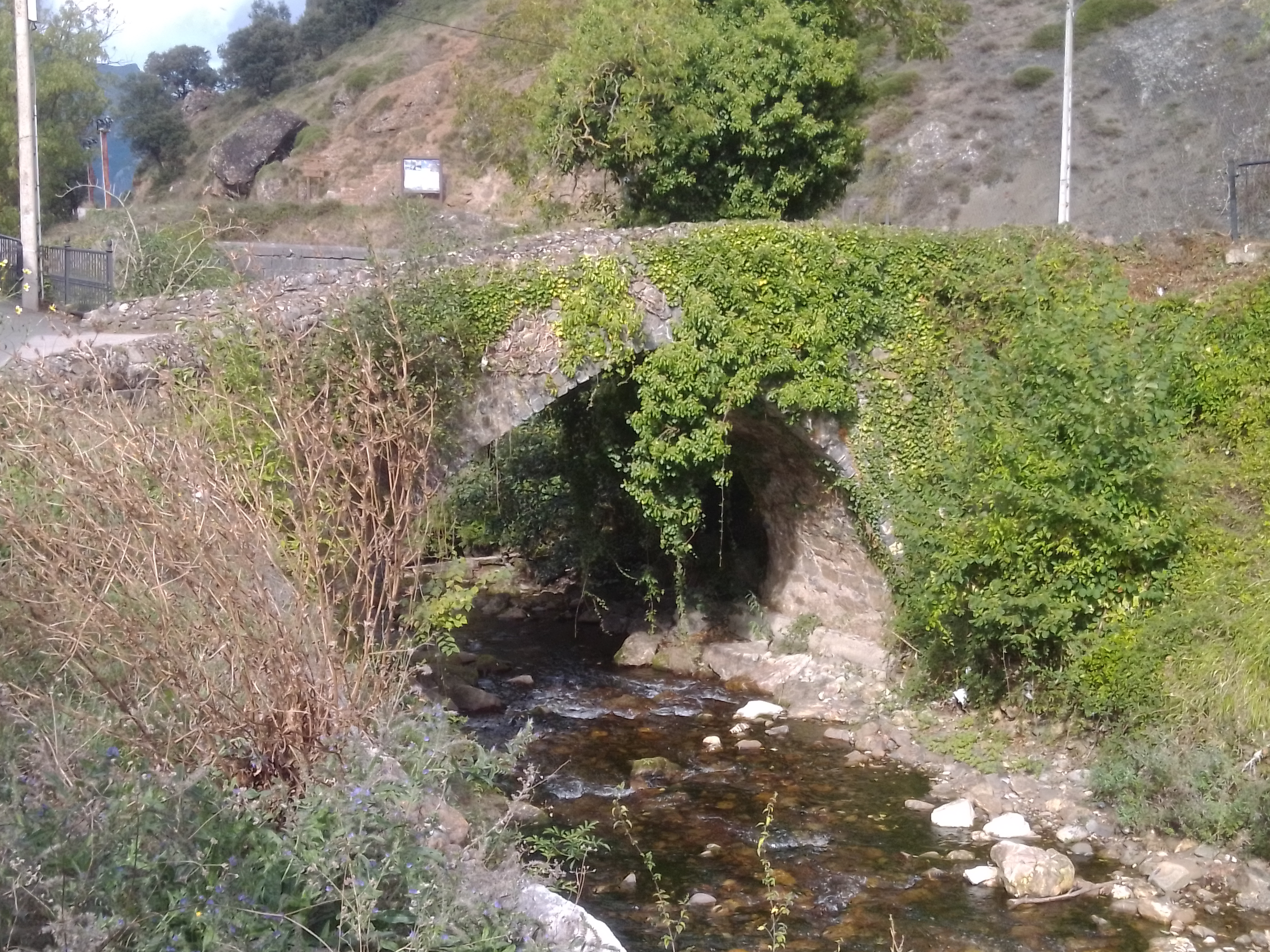
Puente medieval

Hay una ermita dedicada a San Roque (1871), y un puente medieval algo restaurado. Igualmente, puede verse una torre antigua, con el escudo de Lavín.
El 17 de junio de 2013 los habitantes de Los Llanos, junto a los de Sebrango, fueron desalojados como medida de precaución a consecuencia del avance de un argayo que amenaza con sepultar ambos pueblos, y que ya ha causado daños materiales en Sebrango. Dicho argayo comenzó el año 2005. Casi dos semanas después, el 29 de junio, se autorizó el regreso a Los Llanos de sus habitantes, pero no así los de Sebrango.